# Мугер
Муге́р (фр. Mouguerre) — коммуна во Франции, находится в регионе Аквитания. Департамент — Атлантические Пиренеи. Входит в состав кантона Нив-Адур. Округ коммуны — Байонна.
Код INSEE коммуны — 64407.

## География

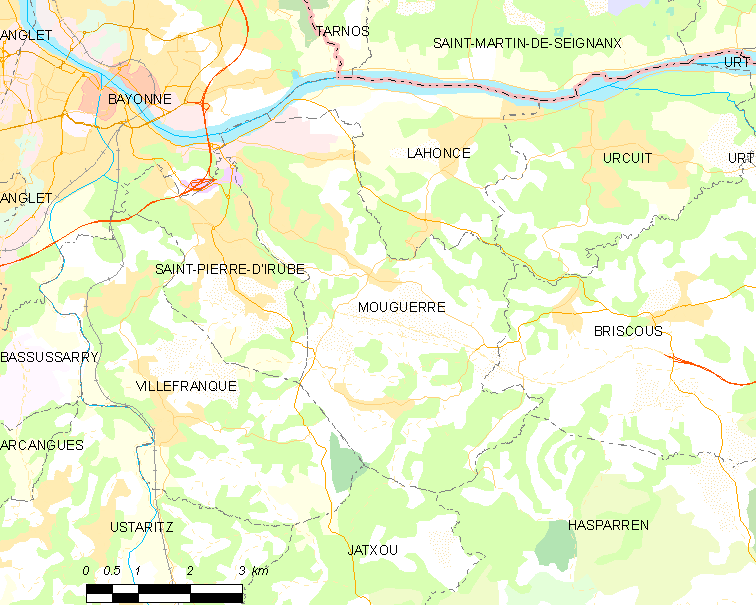
Карта коммуны

Коммуна расположена приблизительно в 670 км к юго-западу от Парижа, в 170 км юго-западнее Бордо, в 90 км к западу от По.
На севере коммуны протекает река Адур.

### Климат
Климат тёплый океанический. Зима мягкая, средняя температура января — от +5°С до +13°С, температуры ниже −10 °C бывают редко. Снег выпадает около 15 дней в году с ноября по апрель. Максимальная температура летом порядка 20-30 °C, выше 35 °C бывает очень редко. Количество осадков высокое, порядка 1100 мм в год. Характерна безветренная погода, сильные ветры очень редки.

## Население
Население коммуны на 2010 год составляло 4669 человек.
| 1962 | 1968 | 1975 | 1982 | 1990 | 1999 | 2010 |
| ---- | ---- | ---- | ---- | ---- | ---- | ---- |
| 1542 | 1593 | 1809 | 2290 | 3021 | 3757 | 4669 |

## Администрация
| Период | Период | Фамилия         | Партия        | Примечания |
| ------ | ------ | --------------- | ------------- | ---------- |
| 1988   | 2001   | Жильбер Ларсебо |               |            |
| 2001   | 2020   | Ролан Иригуаэн  | Разные правые |            |

## Экономика
В 2010 году среди 3078 человек трудоспособного возраста (15-64 лет) 2308 были экономически активными, 770 — неактивными (показатель активности — 75,0 %, в 1999 году было 70,0 %). Из 2308 активных жителей работали 2154 человека (1107 мужчин и 1047 женщин), безработных было 154 (73 мужчины и 81 женщина). Среди 770 неактивных 262 человека были учениками или студентами, 328 — пенсионерами, 180 были неактивными по другим причинам.

## Достопримечательности
- Церковь Св. Иоанна Крестителя (XVII век). Исторический памятник с 1978 года[4]

## Фотогалерея

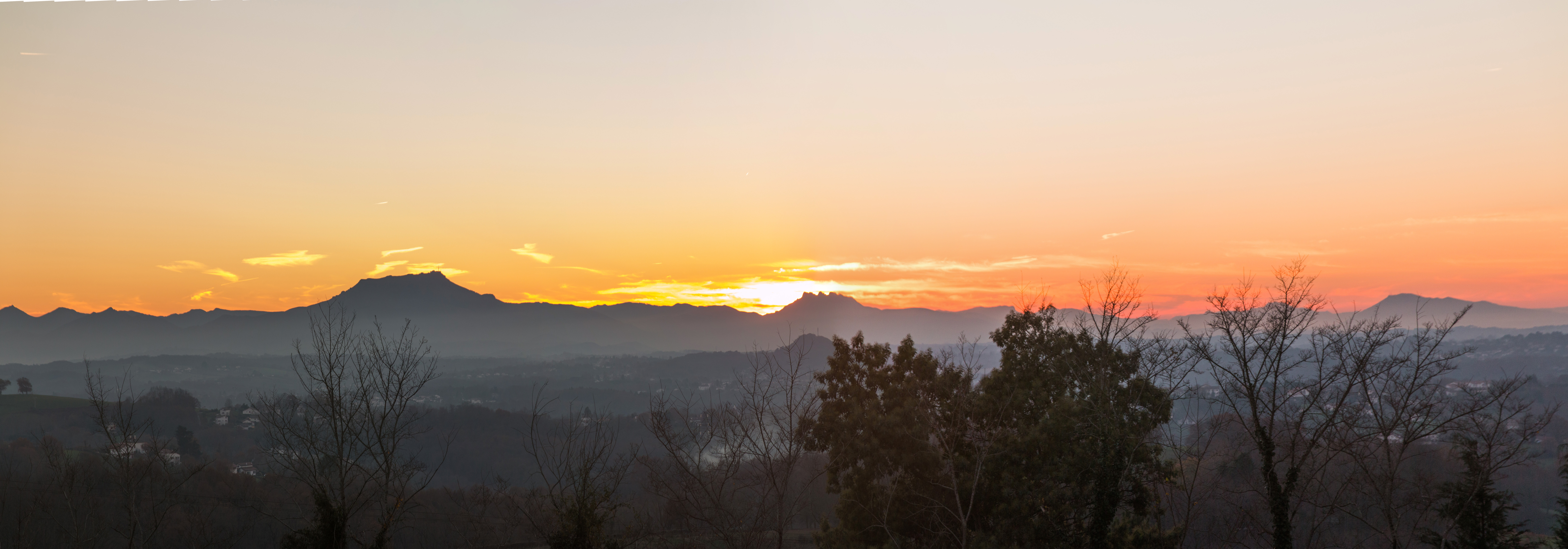
Вид на Пиренеи
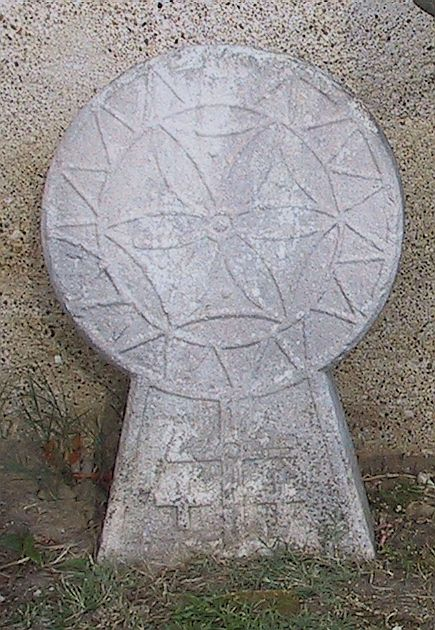
Баскская дискообразная стела
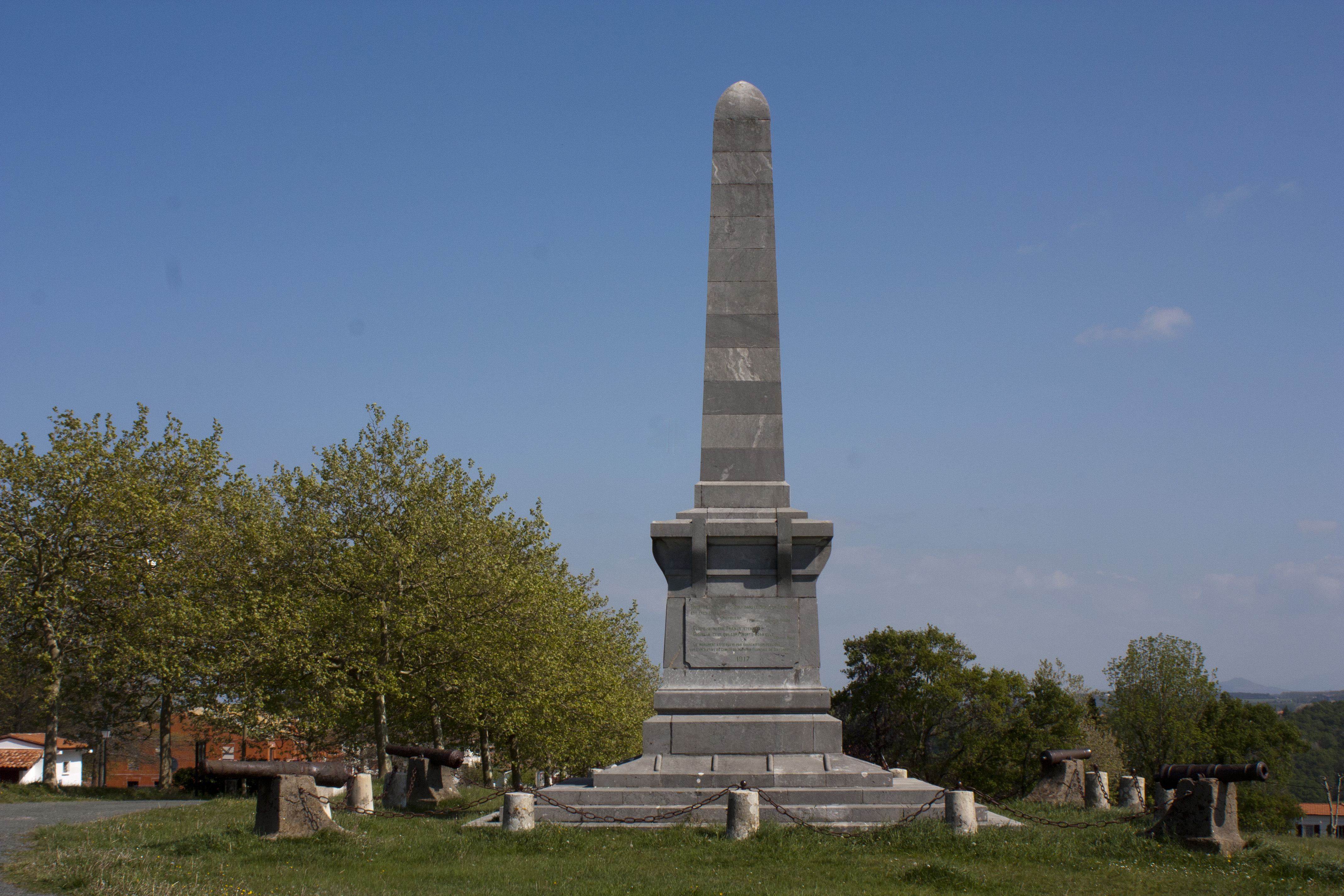
Обелиск